# 1759 en science
| Années de la science : 1756 - 1757 - 1758 - 1759 - 1760 - 1761 - 1762    |
| Décennies de la science : 1720 - 1730 - 1740 - 1750 - 1760 - 1770 - 1780 |

Cet article présente les faits marquants de l'année 1759 en science.

## Événements

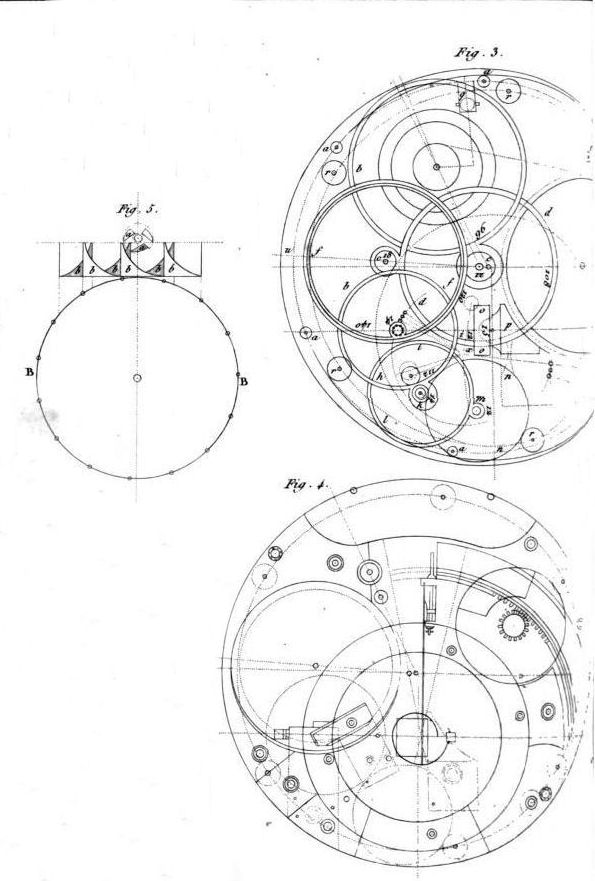
Dessins du chronomètre H4 de Harrison, construit en 1761 (tirés du livre The Principles of Mr Harrison's Time-keeper).

- 15 janvier : inauguration à Londres du British Museum[1].
- 12 mars : passage de la comète de Halley au périhélie. Pour la première fois, la date avait été prédite (à un mois près) par les trois mathématiciens Alexis Clairaut, Jérome Lalande et Nicole-Reine Lepaute[2].
- Premier chronomètre de marine capable de calculer la longitude précisément, inventé par le charpentier britannique Harrison[3]. En France le chronomètre de marine est perfectionné par Le Roy (1763) et Berthoud[4].
- Fondation des Jardins botaniques royaux de Kew dans les environs de Londres en Grande-Bretagne[5].

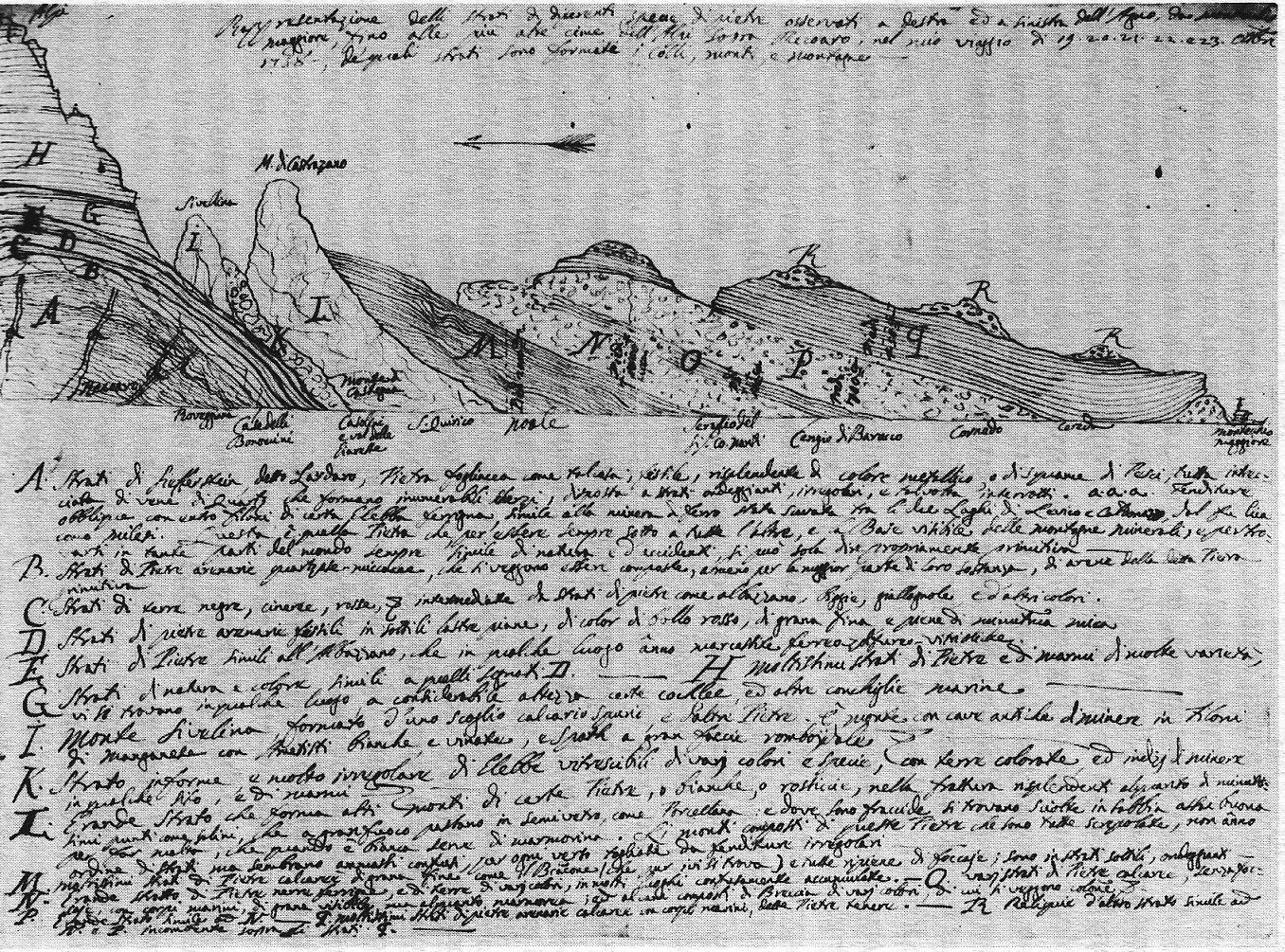
Coupe stratigraphique d'Arduino dans la province de Vicence, 1758

- Le géologue italien Giovanni Arduino (en) propose de diviser l'histoire géologique de la Terre en quatre âges, primaire, secondaire, tertiaire et volcanique. Il jette ainsi les bases de la division des temps géologiques[6].

## Publications
- Émilie du Châtelet : Principes mathématiques de la philosophie naturelle, seconde édition de la publication posthume de la traduction française commentée des Principia de Newton.
- Angélique du Coudray : Abrégé de l'art des accouchements.
- Caspar Friedrich Wolff  : Theoria Generationis (Théorie de la génération) ; il défend la théorie de l'épigenèse en embryologie[7].

## Prix
- Médailles de la Royal Society
  - Médaille Copley : John Smeaton, pour ses expériences sur les roues à eaux et les moulins à vent.

## Naissances

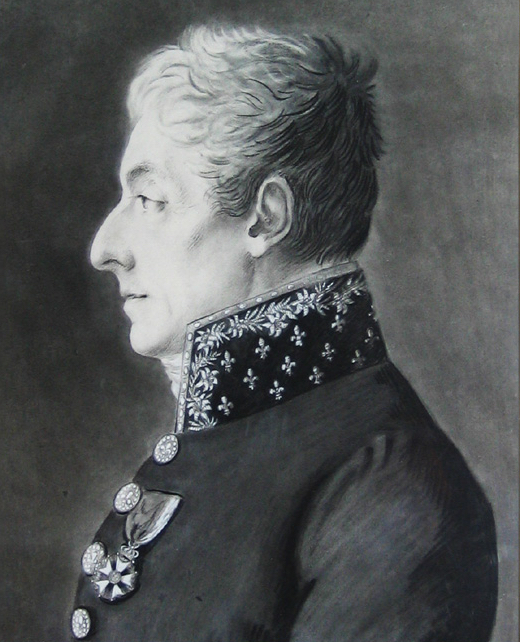
Charles-Gilbert Morel de Vindé

- 20 janvier : Morel de Vindé (mort en 1842), homme de loi, Pair de France, agronome et littérateur français.
- 29 juin : William Roxburgh (mort en 1815), médecin et botaniste écossais.
- 19 septembre : William Kirby (mort en 1850), entomologiste anglais.
- 22 septembre : William Playfair (mort en 1823), statisticien, ingénieur et économiste écossais.
- 4 octobre : Louis François Antoine Arbogast (mort en 1803), mathématicien français.
- 17 octobre : Jacques Bernoulli (mort en 1789), mathématicien suisse.
- 20 octobre : François Peyrard (mort en 1822), mathématicien français et traducteur de la version complète des Éléments d'Euclide.
- 12 novembre : Maria Petraccini (morte en 1791), anatomiste et physicienne italienne.
- 2 décembre : James Edward Smith (mort en 1828), botaniste britannique.
- Benjamin de Lesbos (mort en 1824), moine et mathématicien grec.
- Sakabe Kōhan (mort en 1824), mathématicien japonais.

## Décès

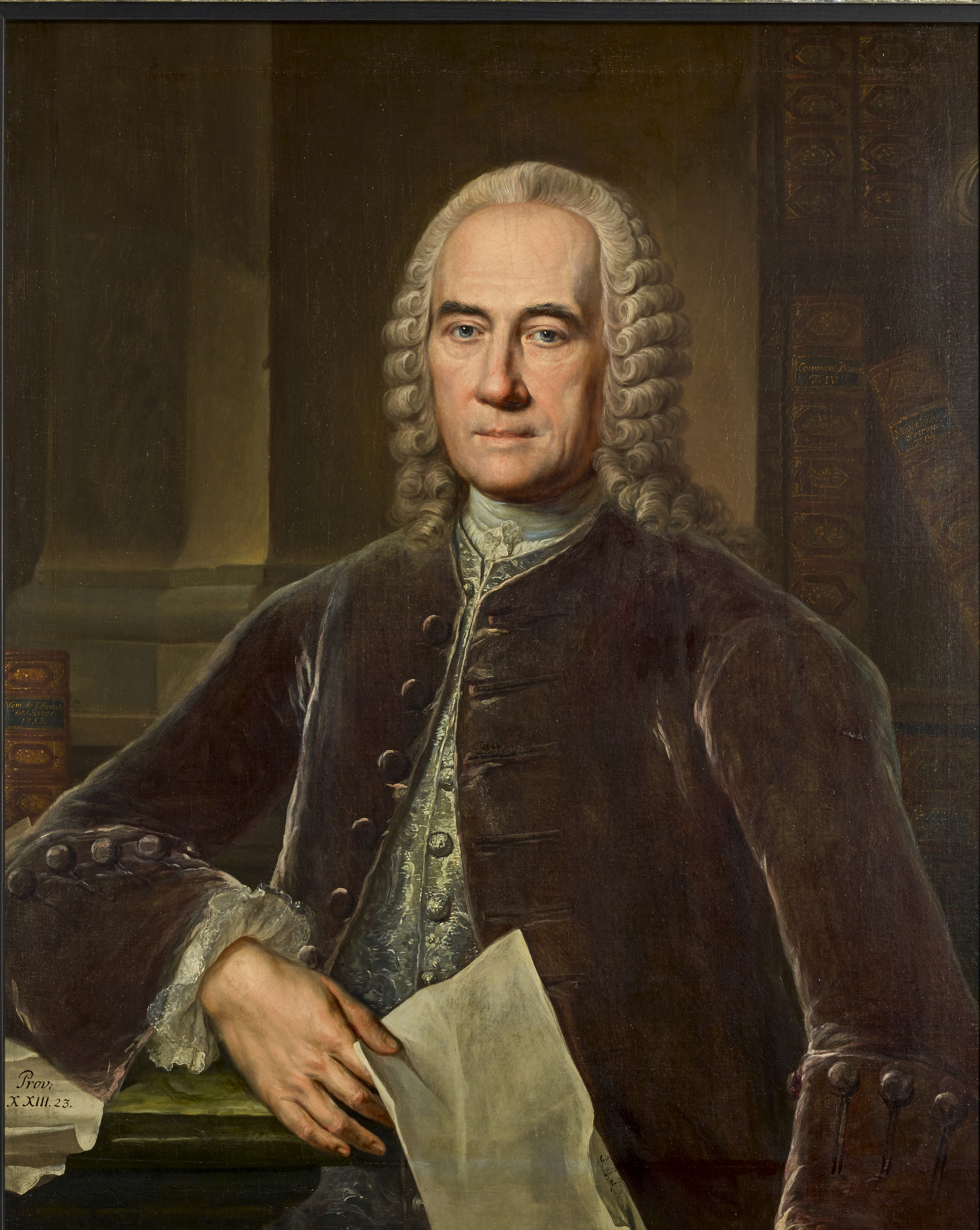
Jacob Theodor Klein

- 27 février : Jacob Theodor Klein (né en 1685), naturaliste allemand.
- 10 mars : Antoine Magnol (né en 1676), médecin et botaniste français.
- 12 avril : Pierre Céloron de Blainville (né en 1693), officier et explorateur français, connu pour son exploration de l'Ohio en 1749.
- 14 avril : Niccolò Gianpriamo (né en 1686), prêtre jésuite italien, missionnaire en Chine, astronome et mathématicien.
- 27 juillet : Pierre Louis Moreau de Maupertuis (né en 1698), philosophe, mathématicien, physicien, astronome et naturaliste français.
- 20 septembre : Julien Le Roy (né en 1686), scientifique français, horloger de Louis XV[8].
- 29 novembre : Nicolas Bernoulli (né en 1687), mathématicien suisse.